# Lars Frölander
Lars Frölander (n. 26 mai 1974, Borlänge, Taalainmaan lääni, Suedia) este un înotător suedez, medaliat olimpic. A participat la 6 ediții ale Jocurilor Olimpice (1992, 1996, 2000, 2004, 2008, 2012) în care a câștigat o medalie de aur și două medalii de argint.